# Casalvieri
Casalvieri é uma comuna italiana da região do Lácio, província de Frosinone, com cerca de 3.187 habitantes. Estende-se por uma área de 27 km², tendo uma densidade populacional de 118 hab/km². Faz fronteira com Alvito, Arpino, Atina, Casalattico, Fontechiari, Vicalvi.

## Demografia
| Variação demográfica do município entre 1861 e 2011                               |
|                                                                                   |
| Fonte: Istituto Nazionale di Statistica (ISTAT) - Elaboração gráfica da Wikipedia |